# دیده‌بان سازمان ملل
دیده‌بان سازمان ملل یک سازمان غیردولتی مستقر در ژنو است که مأموریت اعلام شده آن "نظارت بر عملکرد سازمان ملل متحد با معیار منشور خود آن " است. این نهاد یک سازمان غیردولتی معتبر دارای وضعیت مشورتی ویژه برای شورای اقتصادی و اجتماعی سازمان ملل و یک سازمان غیردولتی مرتبط با اداره اطلاعات عمومی سازمان ملل متحد است.
دیده‌بان سازمان ملل متحد در مبارزه با نقض حقوق بشر در جمهوری دموکراتیک کنگو و دارفور فعال بوده و علیه نقض حقوق بشر در رژیم‌هایی مانند چین، کوبا، روسیه و ونزوئلا سخن گفته، و اغلب از زمان تعیین شده خود در UNHRC استفاده کرده تا به مخالفان و فعالان حقوق بشر اجازه صحبت دهد. دیده‌بان سازمان ملل اغلب از آنچه که به عنوان احساسات ضد اسرائیلی و یهودی‌ستیزی در سازمان ملل و رویدادهای تحت حمایت سازمان ملل تلقی می‌شود، انتقاد می‌کند.
این گروه توسط کوفی عنان دبیرکل سابق سازمان ملل ستایش شده است، و مدیر کل دفتر سازمان ملل متحد در ژنو سرگئی ارجونیکیدزه به کار ارزشمند دیده‌بان سازمان ملل در حمایت از به‌کارگیری عادلانه ارزش‌ها و اصول منشور سازمان ملل متحد و حمایت از حقوق بشر برای همه " اذعان کرده است. خبرگزاری فرانسه دیده بان سازمان ملل را هم به عنوان «یک گروه لابی با روابط قوی با اسرائیل» و هم به عنوان گروهی که «قهرمان حقوق بشر در سراسر جهان» توصیف کرده است.

## تأسیس
دیده‌بان سازمان ملل در سال ۱۹۹۳ به ریاست موریس بی آبرام تأسیس شد. آبرام به عنوان رئیس صندوق کالج متحد سیاهپوستان و رئیس دانشگاه براندیس خدمت کرد. آبرام به عنوان رئیس کمیته یهودیان آمریکا (۱۹۶۳–۱۹۶۸) در امور اجتماعی رئیس ائتلاف ملی حامی یهودیان شوروی (۱۹۸۳–۱۹۸۸)؛ و رئیس کنفرانس رؤسای سازمانهای بزرگ یهودی آمریکا (۱۹۸۶–۱۹۸۹) فعال بود.
آبرام از سازمان ملل به عنوان یک نهاد حمایت کرد. در سال ۱۹۹۹، آبرام در کنگره آمریکا در مورد رفتار سازمان ملل متحد با اسرائیل سخنرانی کرد و در آن گفت: «دیده‌بان سازمان ملل متحد قاطعانه از سازمان ملل به عنوان یک نهاد ضروری حمایت می‌کند. ایالات متحده باید حقوق گذشته خود را به عنوان یک موضوع افتخار ملی و به رسمیت شناختن اهمیت سازمان ملل به سازمان ملل بپردازد. علیرغم ایرادات سازمان ملل متحد، غیرقابل تصور است که ایالات متحده از تنها سازمان واقعاً جهانی در چنین جهان وابسته به همی خودداری کند.»
پس از مرگ آبرام در سال ۲۰۰۰، دیوید ای. هریس، مدیر اجرایی کمیته یهودیان آمریکا، به عنوان رئیس دیده‌بان سازمان ملل انتخاب شد.
در سال ۲۰۰۱، هریس اعلام کرد که دیده‌بان سازمان ملل به یک شرکت تابعه کاملاً متعلق به کمیته یهودیان آمریکا تبدیل شده است. طبق یک بیانیه مطبوعاتی در آن زمان، «دیده‌بان سازمان ملل با کمک سخاوتمندانه ادگار برونفمن، رئیس کنگره جهانی یهودیان تأسیس شد. هجده ماه پیش، کمیته یهودیان آمریکا و کنگره جهانی یهودیان به توافقی دست یافتند که توسط هیئت بین‌المللی دیده‌بان سازمان ملل تصویب شد، مبنی بر واگذاری کنترل کامل سازمان به AJC، توافقی که از اول ژانویه ۲۰۰۱ اجرایی شد.
از سال ۲۰۱۳، سازمان دیده‌بان سازمان ملل ادعا کرد که دیگر به AJC وابسته نیست و یک سازمان مستقل است.

## موضع‌ها و فعالیت‌ها

#### ایران
دیده‌بان سازمان ملل از ایالات متحده، فرانسه و سایر دموکراسی‌ها به دلیل «انتقاد پرقدرت» از سوابق حقوق بشر ایران در جلسه استماع سازمان ملل در شورای حقوق بشر سازمان ملل متحد (UNHRC) در ژنو در فوریه ۲۰۱۰ تمجید کرد. در همان زمان، هیلل نویر، مدیر اجرایی دیده‌بان سازمان ملل متحد هشدار داد که نتیجه جلسه شورا می‌تواند محدود به یک گزارش «ضعیف» باشد که باید تصویب شود.

## تاریخچه پذیرش
کوفی عنان دبیرکل سابق سازمان ملل گفت: «من عمیقاً از کار ارزشمند دیده‌بان سازمان ملل قدردانی می‌کنم. من معتقدم که ارزیابی آگاهانه و مستقل از فعالیت‌های سازمان ملل متحد منبعی حیاتی خواهد بود زیرا ما به دنبال تطبیق سازمان با نیازهای یک جهان در حال تغییر هستیم.» در صدمین سالگرد کمیته یهودیان آمریکا در سال ۲۰۰۶، مدیر کل دفتر سازمان ملل متحد در ژنو، سرگئی اورژونیکیدزه، کار دیده‌بان سازمان ملل را ستود و گفت: «به من اجازه دهید که به کار ارزشمند دیده‌بان سازمان ملل در حمایت از به‌کارگیری عادلانه ارزش‌ها و اصول منشور ملل متحد و حمایت از حقوق بشر برای همه ارج بنهم.»
ین ویلیامز، رئیس سابق انجمن خبرنگاران سازمان ملل و نویسنده کتاب سازمان ملل برای مبتدیان در مقاله ای در گاردین در سال ۲۰۰۷ نوشت که هدف اصلی دیده‌بان سازمان ملل «حمله به سازمان ملل به‌طور کلی، و شورای حقوق بشر آن به‌طور خاص، به دلیل تعصب مورد ادعای آنها علیه اسرائیل» است. ویلیامز از محکومیت شورای حقوق بشر سازمان ملل متحد به عنوان یک سازمان دورو توسط دیده‌بان سازمان ملل حمایت کرد، اما همچنین سازمان دیده‌بان سازمان ملل را به دلیل ناتوانی در محکوم کردن آنچه «تخلفات آشکار اسرائیل علیه حقوق بشر فلسطینیان» خواند، به ریاکاری متهم کرد.
مارتین پرتز از نیو ریپابلیک، در یک مقاله وبلاگی در سال ۲۰۰۷، این سازمان را به عنوان «سازمانی حقیقت گو» توصیف کرد. کلودیا روزت، روزنامه‌نگار مستقر در بنیاد محافظه‌کار برای دفاع از دموکراسی‌ها، دیده‌بان سازمان ملل را به عنوان «پایدار و ارزشمند» ستود.
فیلیس بنیس، روزنامه‌نگار و فعال سیاسی آمریکایی، دیده‌بان سازمان ملل را یک «سازمان راست‌گرای کوچک مستقر در ژنو» توصیف کرد که «به سختی در خارج از مقر سازمان ملل شناخته شده است». او تأکید کرد که «تضعیف و مشروعیت‌زدایی» ریچارد فالک از طریق «اتهامات سخیف» زمانی که او گزارشگر ویژه شد، «فکر و ذکر دائم دیده‌بان سازمان ملل» بوده است.
خبرگزاری فرانسه سازمان دیده‌بان سازمان ملل را هم به عنوان «گروه لابی با روابط قوی با اسرائیل» و هم به عنوان گروهی که «قهرمان حقوق بشر در سراسر جهان» توصیف کرده است. اکونومیست دیده‌بان سازمان ملل را «ناظر طرفدار اسرائیل» توصیف کرده است.